# María Delia Osorio Otero
María Delia Osorio Otero (n. A Barra, Coles, 29 de noviembre de 1891 - Orense, 14 de noviembre de 1966) fue una maestra gallega.

## Trayectoria
En 1909 se matriculó por libre en la Escuela Normal de Orense. Al finalizar el primer año se traslada a la Escuela Normal de León. Terminó sus estudios de maestría en la Escuela Normal de Pontevedra en 1913. Aprobó los exámenes y fue nombrada profesora de Prada (A Veiga) en 1919, y luego se trasladó a O Castro de Beiro. Perteneció a la Asociación de Trabajadores de la Enseñanza de Orense, de la que fue miembro 2.º de la junta directiva provincial en 1936, y colaboró en su revista Escuela del Trabajo . Con el golpe de Estado en España de julio de 1936 fue depuesta a principios de agosto. Se le abrió expediente de habilitación en 1937, con resultado de separación definitiva del servicio y reducción de escala en abril de 1940.